# NGC 125
NGC 125 (también conocida como PGC 1772) es una galaxia lenticular localizada en la constelación de Piscis. Se designa como subclase Sa Ring en el esquema de clasificación morfológica de galaxias. Se encuentra aproximadamente a 235 millones de años luz de distancia.

## Descubrimiento
NGC 125 fue descubierto por el astrónomo William Herschel el 25 de diciembre de 1790 y visto con un telescopio reflector con una apertura de 18,7 pulgadas. En el momento del descubrimiento, sus coordenadas se registraron como 00h 21m 41s, +87° 56.1′ -20.0″. También fue observado el 12 de octubre de 1827 por John Herschel.

## Apariencia visual
Dreyer describió a NGC 125 como "muy débil" y "pequeño", con un "centro más brillante". Tiene aproximadamente 115 mil años luz de diámetro, por lo que es un poco más grande que la galaxia de la Vía Láctea.

## Información del grupo de galaxias
NGC 125 es parte del grupo NGC 128, que incluye NGC 125, NGC 126, NGC 127, NGC 128 y NGC 130. Aunque están en el mismo grupo de galaxias, la diferencia de >1000 km/h en las velocidades de recesión entre NGC 125 y NGC 128 hacen poco probable que estén cerca en el espacio entre sí; sin embargo, debido a sus desplazamientos al rojo similares, NGC 125 y NGC 126 probablemente estén cerca.